# 松平信充
松平 信充（まつだいら のぶみつ）は、上野吉井藩の第6代藩主。鷹司松平家8代。
安永2年（1773年）9月20日、第4代藩主・松平信明の次男として生まれる。
寛政元年（1789年）に第5代藩主・松平信成の養子となる。寛政4年（1792年）4月1日、将軍徳川家斉に拝謁する。寛政5年12月16日（1794年1月17日）、従五位下・大蔵大輔に叙任する。後に左兵衛督に改める。寛政12年（1800年）2月13日、陞従四位下、信成の隠居にともない家督を継いだ。同年12月16日、侍従に任官した。しかし3年後の享和3年（1803年）2月9日（表向きには2月30日）に死去した。享年31。
跡を養子の信敬（信成の実子）が継いだ。

## 系譜
父母
- 松平信明（実父）
- 松平信成（養父）

正室
- 鷹司政煕の娘

養子
- 松平信敬 - 松平信成の三男